# Ludovico Furconio
Ludovico Furconio foi um prelado católico romano que serviu como bispo de Giovinazzo (1528–1549).

## Biografia
No dia 4 de dezembro de 1528, Ludovico Furconio foi nomeado pelo Papa Clemente VII como Bispo de Giovinazzo. Serviu como Bispo de Giovinazzo até à sua renúncia em 1549.